# Решел
Решел (пољ. Reszel) град је у Пољској у Војводству варминско-мазурском. По подацима из 2012. године број становника у месту је био 4.896.

## Становништво
| 2012. |
| ----- |
| 4.896 |